# ジャッキー・マクナマラ
ジャッキー・マクナマラ（Jackie McNamara, 1973年10月24日 - ）は、スコットランド、グラスゴー出身の元サッカー選手、サッカー指導者。ポジションはDFであるが、SHなどMFも務める。

## 来歴
1991年、ダンファームリンにウイングバックとして入団する。ダンファームリンでの活躍が認められ、1995年にセルティックに移籍。移籍当初から活躍し、1995-96シーズンのSPFAが選出する最優秀若手選手に選ばれ、スコットランド代表にも選ばれる。1997-98シーズンにはクラブの9年ぶりのスコティッシュ・プレミアリーグ制覇に貢献すると共に、ライバルであるレンジャーズの10連覇を阻止し、SPFA最優秀選手に選ばれるなどセルティックを代表する選手となる。2000年から監督に就任したマーティン・オニールの元でクラブの黄金期を経験し、3度のリーグ制覇や2002-03シーズンのUEFAカップ準優勝などに貢献した。また、2004-05にはキャプテンとしても活躍し、2004年にはSPWAが選出する最優秀選手にも選ばれた。
2004-05シーズン後に、イングランドのウルヴァーハンプトンに移籍。その後、2007年にアバディーン、2008年にフォルカークに移籍した。
スコットランド代表としては33試合に出場し、1998年のワールドカップフランス大会にも出場している。バリー・ファーガソンの代わりにキャプテンを務めることもあった。

## 代表歴

### 出場大会
- スコットランド代表
  - 1998 FIFAワールドカップ

### 試合数
- 国際Aマッチ 33試合 0得点（1996年-2005年）[1]

| スコットランド代表 | 国際Aマッチ | 国際Aマッチ |
| 年                 | 出場        | 得点        |
| ------------------ | ----------- | ----------- |
| 1996               | 2           | 0           |
| 1997               | 2           | 0           |
| 1998               | 5           | 0           |
| 1999               | 0           | 0           |
| 2000               | 2           | 0           |
| 2001               | 1           | 0           |
| 2002               | 2           | 0           |
| 2003               | 9           | 0           |
| 2004               | 5           | 0           |
| 2005               | 5           | 0           |
| 通算               | 33          | 0           |